# 依存性の注入
依存性の注入（いぞんせいのちゅうにゅう、英: Dependency injection）とは、あるオブジェクトや関数が、依存する他のオブジェクトや関数を受け取るデザインパターンである。英語の頭文字からDIと略される。DIは制御の反転の一種で、オブジェクトの作成と利用について関心の分離を行い、疎結合なプログラムを実現することを目的としている。
dependencyを「依存性」と訳すのは本来の意味 から外れているため「依存オブジェクト注入」の用語を採用する文献も複数存在する。

## 概要
DIを利用したプログラムを作成する場合、コンポーネント間の関係はインタフェースを用いて記述し、具体的なコンポーネントを指定しない。具体的にどのコンポーネントを利用するかは別のコンポーネントや外部ファイル等を利用することで、コンポーネント間の依存関係を薄くすることができる。
依存関係がプログラムから外部に取り除かれることで、以下のようなメリットが発生する。
- 結合度の低下によるコンポーネント化の促進
- 単体テストの効率化
- 特定のフレームワークへの依存度低下

Dependency injectionという用語を作成したのはソフトウェア開発者のマーティン・ファウラーである。類似の概念としてそれ以前から制御の反転 (IoC) と呼ばれるアイデアが存在していたが、それを整理・範囲を限定することでDIが生み出された。現在では代表的なDIコンテナとして知られるSpring Frameworkも、誕生当初はDIではなくIoCという表現を用いていた。DIは2000年代前半のJavaによる開発において、極めて複雑な標準仕様となっていたJava EE（現・Jakarta EE）の特にEJBに対する批判を背景に広く用いられるようになった。 その概念は後に標準仕様にも取り込まれ、2007年のJava EE 5では限定的な機能を備えたEJB 3.0が、2009年のJava EE 6ではより汎用的なDIコンテナとしての機能を備えたCDIが定義されている。

## DIの種類
プログラムに依存性を注入する方法としては、以下のような手法が存在する。
インタフェース注入
注入用のインタフェースを定義して注入を行う方法
setter 注入
setter メソッドを定義して注入を行う方法
コンストラクタ注入
コンストラクタを定義して注入を行う方法

## 例
DIの例として、以下にJavaによるDIを用いない場合と手動でのDI、ならびにDIコンテナをイメージした自動でのDIのサンプルコードを示す。
初めに、一連のサンプルで用いる各コンポーネントのインタフェースを、株式売買を例題にして示す。
```
public
 
interface
 
IOnlineBrokerageService
 
{

    
String
[]
 
getStockSymbols
();

    
double
 
getBidPrice
(
String
 
stockSymbol
);

    
double
 
getAskPrice
(
String
 
stockSymbol
);

    
void
 
putBuyOrder
(
String
 
stockSymbol
,
 
int
 
shares
,
 
double
 
buyPrice
);

    
void
 
putSellOrder
(
String
 
stockSymbol
,
 
int
 
shares
,
 
double
 
sellPrice
);

}

public
 
interface
 
IStockAnalysisService
 
{

    
double
 
getEstimatedValue
(
String
 
stockSymbol
);

}

public
 
interface
 
IAutomatedStockTrader
 
{

    
void
 
executeTrades
();

}

```

### DIを用いない状態
以下はDIを用いない場合の実装例である。
```
public
 
class
 
VerySimpleStockTraderImpl
 
implements
 
IAutomatedStockTrader
 
{

    
private
 
IStockAnalysisService
 
analysisService
 
=
 
new
 
StockAnalysisServiceImpl
();

    
private
 
IOnlineBrokerageService
 
brokerageService
 
=
 
new
 
NewYorkStockExchangeBrokerageServiceImpl
();

    
public
 
void
 
executeTrades
()
 
{

        
…
.
 
// omitted

    
}

}

public
 
class
 
MyApplication
 
{

    
public
 
static
 
void
 
main
(
String
[]
 
args
)
 
{

        
IAutomatedStockTrader
 
stockTrader
 
=
 
new
 
VerySimpleStockTraderImpl
();

        
stockTrader
.
executeTrades
();

    
}

}

```

VerySimpleStockTraderImplクラスでは、直接IStockAnalysisService, IOnlineBrokerageServiceインタフェースを実装したクラスのインスタンスを作成しており、これらの実装に深く依存してしまっている。

### 手動でのDI
上記のコードを、手動でDIを行うようにリファクタリングすると下記のようになる。
```
public
 
class
 
VerySimpleStockTraderImpl
 
implements
 
IAutomatedStockTrader
 
{

    
private
 
IStockAnalysisService
 
analysisService
;

    
private
 
IOnlineBrokerageService
 
brokerageService
;

    
public
 
VerySimpleStockTraderImpl
(

            
IStockAnalysisService
 
analysisService
,

            
IOnlineBrokerageService
 
brokerageService
)
 
{

        
this
.
analysisService
 
=
 
analysisService
;

        
this
.
brokerageService
 
=
 
brokerageService
;

    
}

    
public
 
void
 
executeTrades
()
 
{

        
…

    
}

}

public
 
class
 
MyApplication
 
{

    
public
 
static
 
void
 
main
(
String
[]
 
args
)
 
{

        
IStockAnalysisService
 
analysisService
 
=
 
new
 
StockAnalysisServiceImpl
();

        
IOnlineBrokerageService
 
brokerageService
 
=
 
new
 
NewYorkStockExchangeBrokerageServiceImpl
();

        
IAutomatedStockTrader
 
stockTrader
 
=
 
new
 
VerySimpleStockTraderImpl
(

            
analysisService
,

            
brokerageService
);

        
stockTrader
.
executeTrades
();

    
}

}

```

この例では、MyApplication.main()が依存性の注入を行っており、VerySimpleStockTraderImpl自体は特定の実装に依存しなくなっている。なお、この実装ではコンストラクタ注入の手法が用いられている。

### 自動的なDI
DIコンテナを用いることで、依存性の注入をコード上に直接記述せず、自動的に行うことが可能である。こうした手法を用いる場合、依存性は外部のXMLファイルやメタデータにて定義する。上記のコードを、XMLを用いるDIコンテナを使用するようリファクタリングした例が下記である。
```
    
<contract
 
id=
"IAutomatedStockTrader"
>

        
<implementation>
VerySimpleStockTraderImpl
</implementation>

    
</contract>

    
<contract
 
id=
"IStockAnalysisService"
 
singleton=
"true"
>

        
<implementation>
StockAnalysisServiceImpl
</implementation>

    
</contract>

    
<contract
 
id=
"IOnlineBrokerageService"
 
singleton=
"true"
>

        
<implementation>
NewYorkStockExchangeBrokerageServiceImpl
</implementation>

    
</contract>

```

```
public
 
class
 
VerySimpleStockTraderImpl
 
implements
 
IAutomatedStockTrader
 
{

    
private
 
IStockAnalysisService
 
analysisService
;

    
private
 
IOnlineBrokerageService
 
brokerageService
;

    
public
 
VerySimpleStockTraderImpl
(

            
IStockAnalysisService
 
analysisService
,

            
IOnlineBrokerageService
 
brokerageService
)
 
{

        
this
.
analysisService
 
=
 
analysisService
;

        
this
.
brokerageService
 
=
 
brokerageService
;

    
}

    
public
 
void
 
executeTrades
()
 
{

        
…
 
// omitted

    
}

}

public
 
class
 
MyApplication
 
{

    
public
 
static
 
void
 
main
(
String
[]
 
args
)
 
{

        
IAutomatedStockTrader
 
stockTrader
 
=

            
(
IAutomatedStockTrader
)
 
DependencyManager
.
create
(
IAutomatedStockTrader
.
class
);

        
stockTrader
.
executeTrades
();

    
}

}

```

この例では、IAutomatedStockTraderのどの実装を使用するかの判断はDIコンテナに委ねられている。インタフェースが要求されたDIコンテナは、設定ファイルに基づきその実装であるVerySimpleStockTraderImplクラスのインスタンスを返す。さらに、VerySimpleStockTraderImplのIStockAnalysisServiceとIOnlineBrokerageServiceの依存性に対して、同様にコンストラクタ注入を行う。
DIコンテナには数多くの種類があり、上で示した例はそのごく一部でしかない。実際にはDIコンテナごとに様々な手法が用いられている。

### DIを用いた単体テスト
DIを用いることで、単体テストにおいて簡単に依存性をテスト用のクラス（モックオブジェクト等）に差し替えることができる。以下はDIを用いた、前述のVerySimpleStockTraderImplクラスのテストケースの例である。この例では、IOnlineBrokerageService,  IStockAnalysisServiceインタフェースを実装したテスト用クラスを作成し、DIによりそれを注入することで、実際のクラスを用いることなく、単体テストを実現している。
```
public
 
class
 
VerySimpleStockBrokerTest
 
{

    
// IOnlineBrokerageServiceを実装した単純なスタブ

    
public
 
class
 
StubBrokerageService
 
implements
 
IOnlineBrokerageService
 
{

        
public
 
String
[]
 
getStockSymbols
()
 
{
 

            
return
 
new
 
String
[]
 
{
"ACME"
};

        
}

        
public
 
double
 
getBidPrice
(
String
 
stockSymbol
)
 
{

            
return
 
100.0
;
 
// （テストに十分な値）

        
}

        
public
 
double
 
getAskPrice
(
String
 
stockSymbol
)
 
{
 

            
return
 
100.25
;

        
}

        
public
 
void
 
putBuyOrder
(
String
 
stockSymbol
,
 
int
 
shares
,
 
double
 
buyPrice
)
 
{

             
Assert
.
Fail
(
"Should not buy ACME stock!"
);

        
}

        
public
 
void
 
putSellOrder
(
String
 
stockSymbol
,
 
int
 
shares
,
 
double
 
sellPrice
)
 
{

             
// このテストでは使用しない

             
throw
 
new
 
NotImplementedException
();
 

        
}

    
}

    
public
 
class
 
StubAnalysisService
 
implements
 
IStockAnalysisService
 
{

        
public
 
double
 
getEstimatedValue
(
String
 
stockSymbol
)
 
{

            
if
 
(
stockSymbol
.
equals
(
"ACME"
))
 

                
return
 
1.0
;

            
return
 
100.0
;

        
}

    
}

    
public
 
void
 
TestVerySimpleStockTraderImpl
()
 
{

        
// このテスト専用の依存性を指定するため、DIコンテナに直接登録している

        
DependencyManager
.
register
(

            
IOnlineBrokerageService
.
class
,

            
StubBrokerageService
.
class
);

        
DependencyManager
.
register
(

            
IStockAnalysisService
.
class
,

            
StubAnalysisService
.
class
);

        
IAutomatedStockTrader
 
stockTrader
 
=

            
(
IAutomatedStockTrader
)
 
DependencyManager
.
create
(
IAutomatedStockTrader
.
class
);

        
stockTrader
.
executeTrades
();

    
}

}

```

実装がDBやネットワークにアクセスする場合、また古いEJBのような重たいコンポーネントの場合、そのままでは単体テストを行うことは難しい。しかし、上記のようにDIを用いて依存関係のみをテスト用のものに差し替えることで、本来のテスト対象のプログラムには手を加えることなく、簡単に単体テストを行うことができる。

### HTML
マークアップ言語であるHTML (HyperText Markup Language) でも依存性の注入がおこなわれる。
WebComponents（カスタム要素 + Template要素+ ShadowDOM）の登場により、巨大なHTMLファイルを小さなHTML要素コンポーネントの集合として記述することが可能になった。しかし大きなコンポーネント Big が小さなコンポーネント Small を包む形でコーディングすると、Big が Small に依存してしまう。そこでslot要素を用いた依存性の注入がおこなわれる。slot要素は弱いinterfaceとして働き、slot要素を用いて定義されたカスタム要素を利用する際に依存性をタグで囲むことで注入できる。

下記の例では大きなコンポーネント<my-element-with-slot>が2つの受け入れ可能slotを持っている。利用時にslotを指定したspan要素を挿入することで、<my-element-with-slot>はspan要素に直接依存せずにspan要素を利用できる。プログラミング言語のような明示的interfaceがない（interfaceによる型指定slot要素がない）ために型支援を受けた安全な依存性の注入は現時点ではおこなえないが、適切に設計することで依存性を切り分けることは可能である。
```
    
<!--when define-->

    
<
script
>

      
class
 
myElementWithSlot
 
extends
 
HTMLElement
 
{

        
constructor
()
 
{

          
super
();

          
const
 
shadowRoot
 
=
 
this
.
attachShadow
({
 
mode
:
 
"open"
 
});

          
shadowRoot
.
innerHTML
 
=
 
`

            <h2>My Element</h2>

            <h3>inserted #1: <slot name="slot1">no contents</slot></h3>

            <h4>inserted #2: <slot name="slot2">no contents</slot></h4>

          `
;

        
}

      
}

      
customElements
.
define
(
"my-element-with-slot"
,
 
myElementWithSlot
);

    
</
script
>

    
<!--when use-->

    
<
my-element-with-slot
>

      
<
span
 
slot
=
"slot1"
>
dependency-one
</
span
>

      
<
span
 
slot
=
"slot2"
>
dependency-two
</
span
>

    
</
my-element-with-slot
>

```

## DIコンテナ
DIの機能を提供するフレームワークはDIコンテナと呼ばれる。 主なDIコンテナとしては、下記のようなものが存在する。
Java
- Jakarta EE (EJB, CDI)
- Spring Framework
- Seasar2
- Google Guice

.NET
- Entity Framework
- Spring.NET
- Microsoft.Extensions.DependencyInjection[6]

PHP
- Zend Framework 2
- Symfony 2